# Association des femmes finlandaises
L'Association des femmes finlandaises  (finnois : Suomen Naisyhdistys, suédois : Finsk kvinnoförening) est une organisation finlandaise de défense des droits des femmes fondée en 1884. Elle est la plus ancienne organisation du mouvement féministe en Finlande.

## Historique
L'Association des femmes finlandaises est fondée à Helsinki par Elisabeth Lounasmaa (en) en 1884 et est la plus ancienne organisation du mouvement féministe en Finlande,. Elisabeth Lounasmaa est élue présidente lors de la réunion fondatrice, à laquelle participent Toini Topelius (en) et Lina Arppe, deux amies d'Alexandra Gripenberg qui rejoint le mouvement quelques mois plus tard, après son installation à Helsinki. C'est une organisation bilingue liée au Parti finlandais. Elle revendique les mêmes droits politiques, sociaux et éducatifs pour les femmes que pour les hommes. Par la suite, elle se concentre sur l'égalité, les défis familiaux et professionnels, et la défense nationale. 
La première section hors d'Helsinki est fondée à Kuopio en 1886, et sa secrétaire finnophone est l'écrivaine Minna Canth. 
D'autres sections suivent, notamment à Viborg, Tampere, Heinola, Jyväskylä, Joroinen, Loimaa, Sääksmäki, Laihia, Ilmajoki, Lapua, Saarijärvi, Viitasaari, Karttula et Laukas.

### Relations internationales
En 1887, Aleksandra Gripenberg et Alli Trygg (en) représentent l'association à un congrès international de femmes aux Etats-Unis. Elles y rencontrent des militantes américaines du suffrage féminin comme Susan B. Anthony, Elisabeth Cady Stanton, May Wright Sewall et Frances Willard et noue des liens avec des représentantes d'autres pays. Alexandra Gripenberg séjourne encore six mois aux Etats-Unis après le congrès. A son retour, elle devient active au sein du Conseil international des femmes, dont elle est trésorière de 1893 à 1899 et vice-présidente honoraire de 1893 à 1913. Elle représente l'Association des femmes finlandaises, dont elle devient présidente en 1889, et le Conseil lors de plusieurs tournées de conférences et congrès à travers l'Europe. Elle démissionne de la présidence en 1904 et est réélue en 1909.  
L'Association des femmes finlandaises est membre fondateur de Naisjärjestöjen Keskusliitto (Fédération centrale des organisations féminines) et de l'Alliance internationale des femmes, qui dispose d'un statut consultatif général auprès des Nations Unies.  

### Journal
L'organisation publie le magazine Koti ja Yhteiskunta (en) (Maison et société) de 1889 à 1911. Il est édité par Aleksandra Gripenberg,.

### Actions et revendications
L'Association des femmes finlandaises parvient à faire discuter à la Diète de Finlande, par voie de pétition, le droit pour les femmes de passer l'examen des étudiants sans formalité préalable, l'autorisation de pratiquer au barreau, un meilleur accès au métier de professeure dans les écoles supérieures, une augmentation de l'âge minimum du mariage, le droit de vote des femmes, l'accès direct à la majorité à 21 ans pour les femmes non mariées, le droit d'éligibilité pour les élections municipales...
Elle organise également, en 1888 une grande pétition à la Diète pour réclamer l'abolition de la prostitution réglementée, mais sans aucun résultat. Elle mène des campagnes d'information pour informer les femmes de leurs droits civiques et inciter celles qui le peuvent, à voter ux élections municipales.
L'Association des femmes finlandaises ouvre des écoles et des bibliothèques et en gère certaines elle-même. Elle encourage les femmes à travailler dans de nouveaux secteurs. Le Fonds Elisabeth Löfgren accorde des aides pour le travail des femmes,. 
Elle se consacre particulièrement aux femmes les plus défavorisées. Elle facilite leur accès à l'éducation élémentaire, organise des cours d'économie domestique et de travaux manuels, finance l'éducation des filles pauvres ... Elle organise aussi des loisirs et des séjours récréatifs pour les ouvrières.

### Réforme vestimentaire
L'Association des femmes finlandaises soutient la réforme vestimentaire. Suivant l'exemple de Association suédoise de la réforme vestimentaire (en), elle favorise l'habillement rationnel pour les écolières, organise des expositions de vêtements modèles et de patrons pour les vêtements de réforme.

### Sécession
Un désaccord s'aggrave au sein de l'Association des femmes finlandaises concernant la polarisation linguistique, le mouvement national en Finlande et les priorités de l'Association. Un groupe de membres, mécontent de la direction, réclame une ligne plus libérale. Ce désaccord débouche sur un conflit ouvert lorsque des membres critiques sont licenciées. Plusieurs membres démissionent en signe de protestation et fondent Naisasialiitto Unioni (en suédois : Kvinnoförbundet Unionen, Union des affaires féminines) avec Aleksandra Gripenberg, en 1892, représentant une ligne nationale finlandaise, plutôt conservatrice.
Une autre association dissidente, Suomalainen naisliitto (en) (Association des femmes finlandaises) est fondée en 1907 par Lucina Hagman. En 1911, une organisation parapluie, la Naisjärjestöjen Keskusliitto (en) (Fédération finlandaise des organisations de femmes) est créée par Elin Sjöström (en) pour assurer le lien.
Les femmes finlandaises obtiennent le droit de vote et d'éligibilité le 1er juin 1906. La Finlande est le premier pays d'Europe et le troisième dans le monde à accorder ces droits

## Présidentes
- Elisabeth Lounasmaa (en) 1884-1889[12]
- Alexandra Gripenberg 1889-1904[12]
- Elin Sjöström (en) 1904–1909[12]

## Autres membres
- Maikki Friberg (en)
- Toini Topelius (en)
- Lina Arppe
- Adelaide Ehrnrooth (en)
- Minna Canth
- Hilda Käkikoski
- Mathilda von Troil (fi)
- Emma Åkerman (fi)

## Publications
- La femme dans les différentes carrières dites pratiques
- Almanach sur le travail des femmes de Finlande